# Neder-Betuwe
Neder-Betuwe es un municipio de la provincia de Güeldres al este de los Países Bajos. Cuenta con una superficie de 68,16 km² de los que 7,52 km² están ocupados por el agua, y una población de 22.555 habitantes el 1 de enero de 2014, lo que supone una densidad de 373 h/km². Se localiza en la región de la Baja Betuwe, de donde toma el nombre, entre los ríos Rin al norte, Waal al sur y el canal Ámsterdam-Rin al oeste.
El municipio se creó el 1 de enero de 2002 por la fusión de tres antiguos municipios: Dodewaard , Echteld y Kesteren. Inicialmente see denominó Kesteren, pero en abril de 2003 adoptó su actual nombre. Lo forman seis aldeas: Dodewaard, Echteld, Ijzendoorn, Kesteren, Ochten y Opheusden, donde se encuentra el ayuntamiento. 

## Historia
En el área del municipio se han encontrado vestigios de épocas prehistóricas, aunque faltan indicios de una ocupación continuada al menos hasta época romana, cuando podría haber formado parte de los límites del Imperio. Los primeros diques se dispusieron en el siglo XIV. Con la reforma y durante la Guerra de los Ochenta Años la región fue enteramente protestante.
Durante la Segunda Guerra Mundial fue zona de combate en el curso de la Operación Market-Garden, resultando especialmente dañadas Ochten y Opheusden. 
En febrero de 1995, un dique de contención del Waal en Ochten estuvo en peligro de rotura por lo que fue preciso evacuar a 250.000 personas de la zona, pero la bajada del nivel del agua y las tareas de reforzamiento del dique evitaron la tragedia.

## Galería

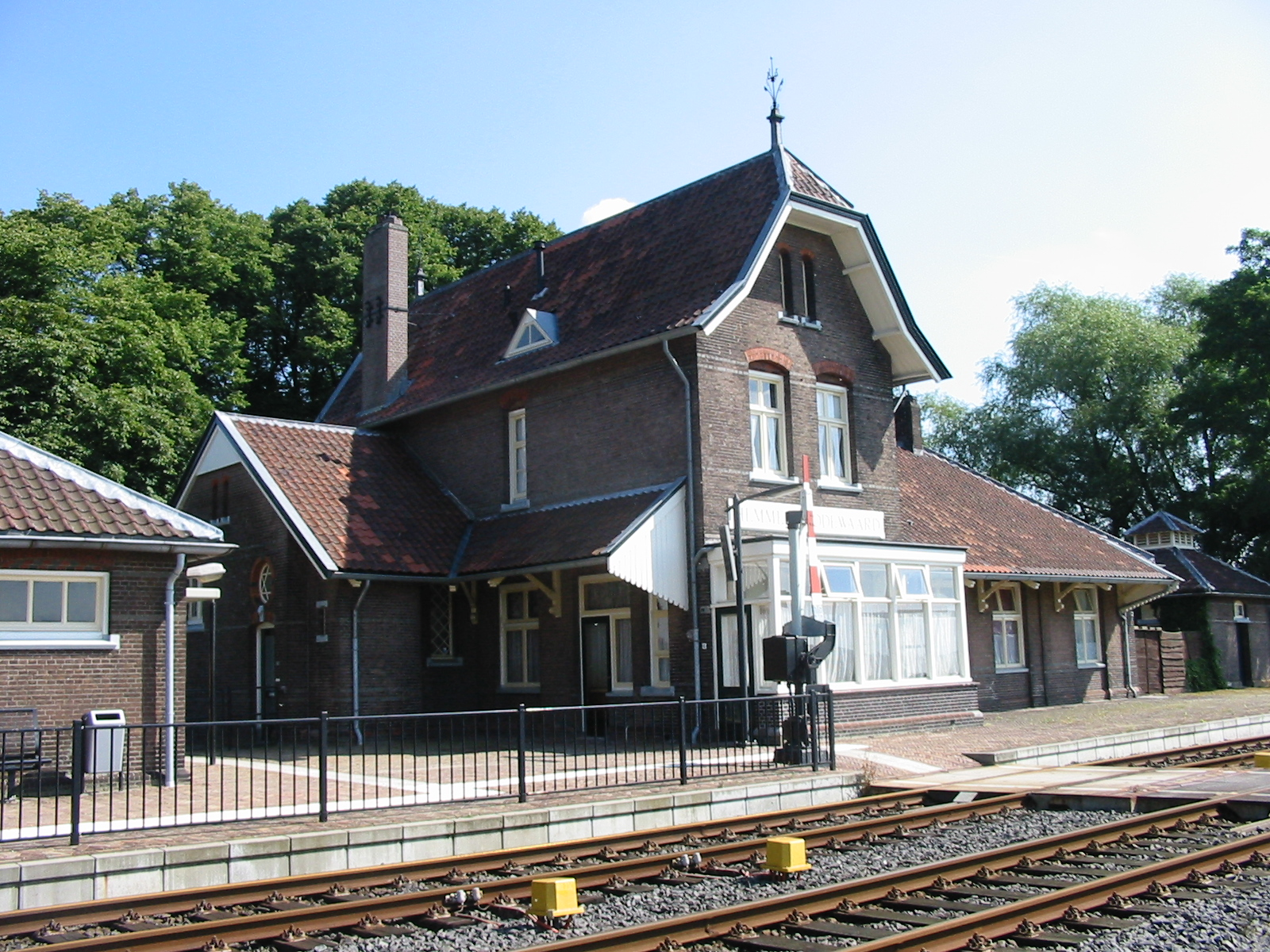
Estación Hemmen-Dodewaard
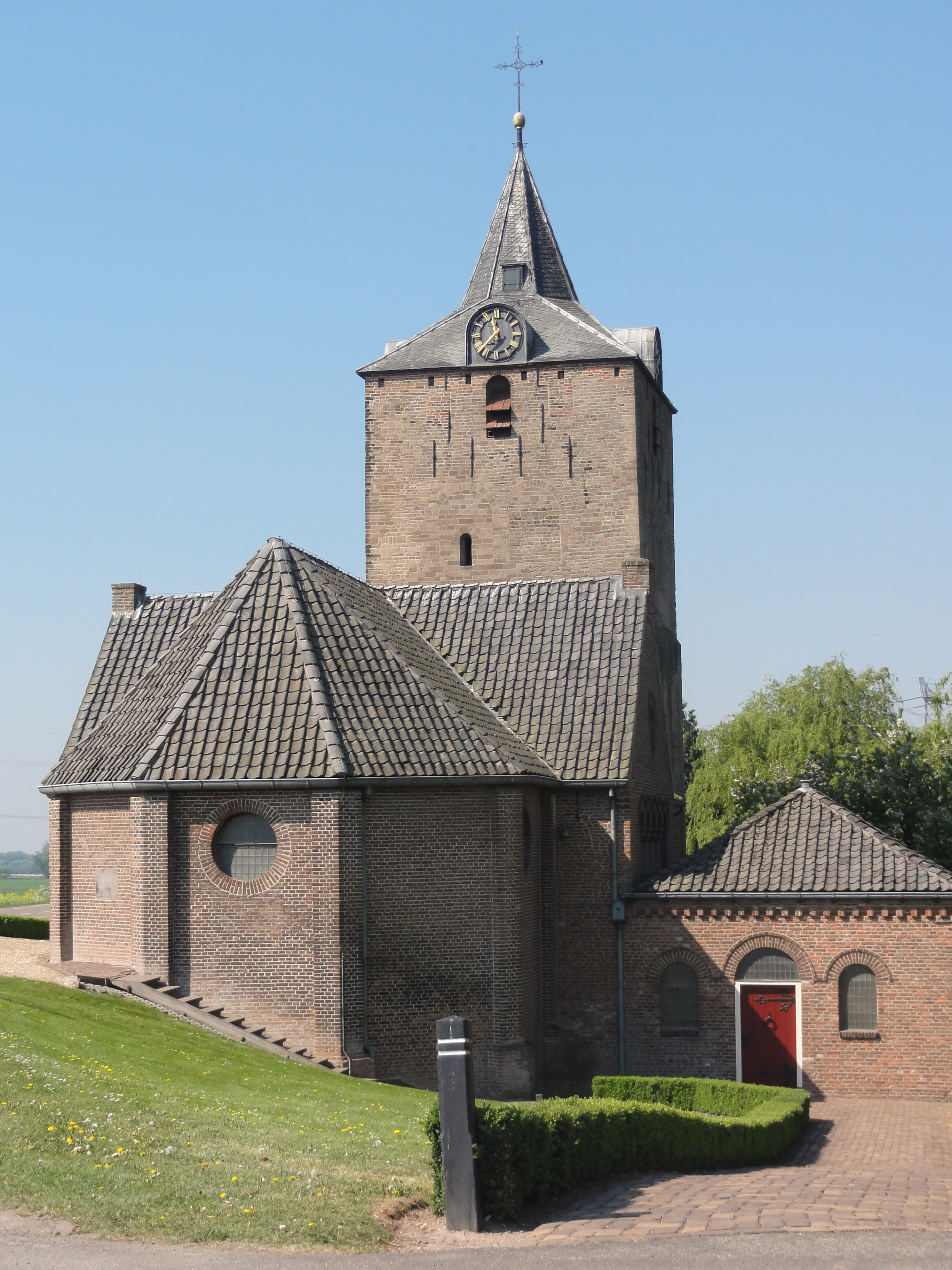
Dodewaard, Iglesia reformada
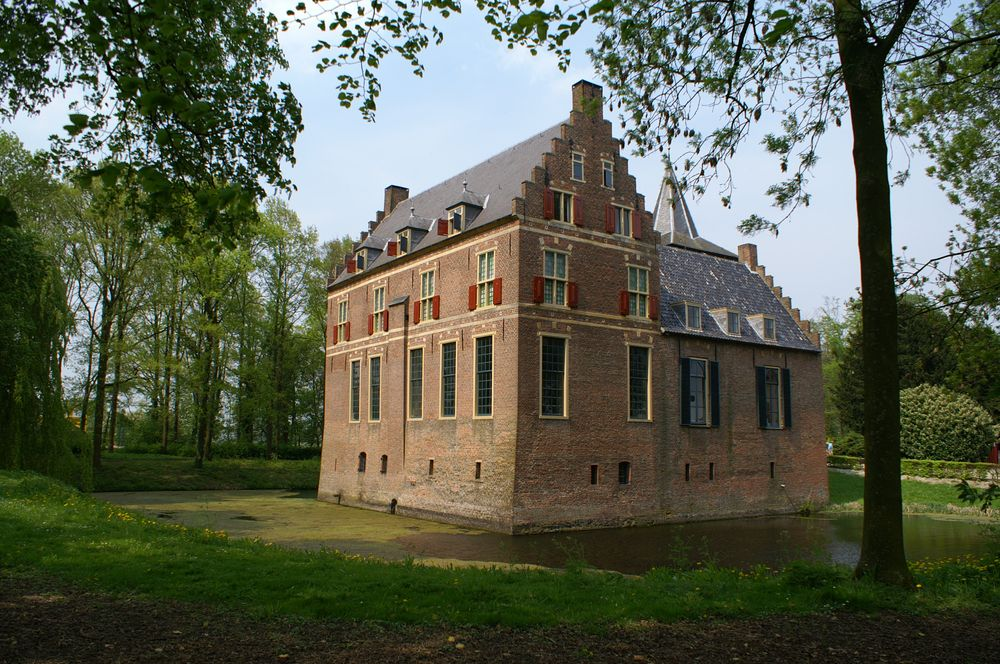
Echteld, Castillo de Wijenburg
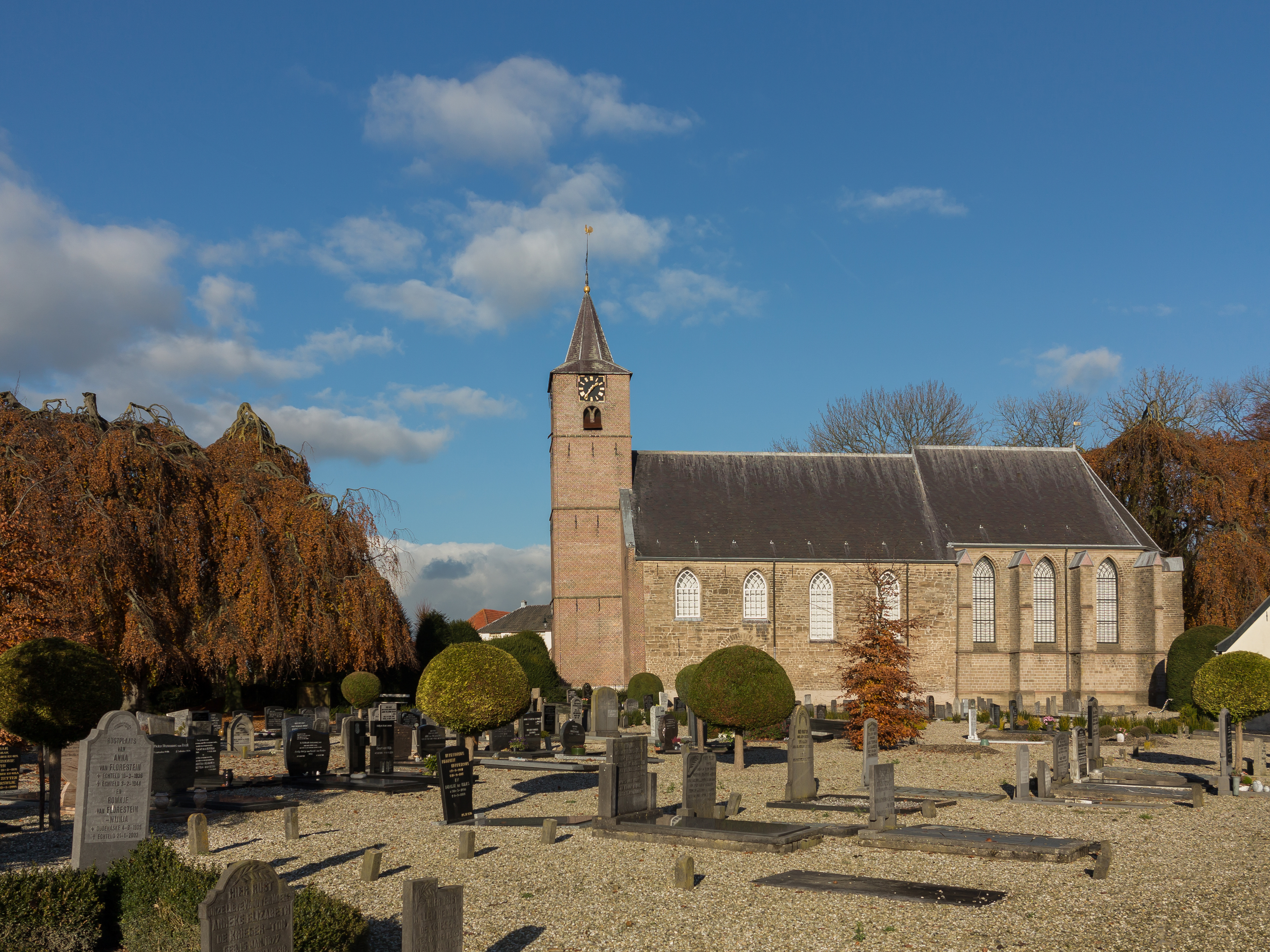
Echteld, la iglesia protestante
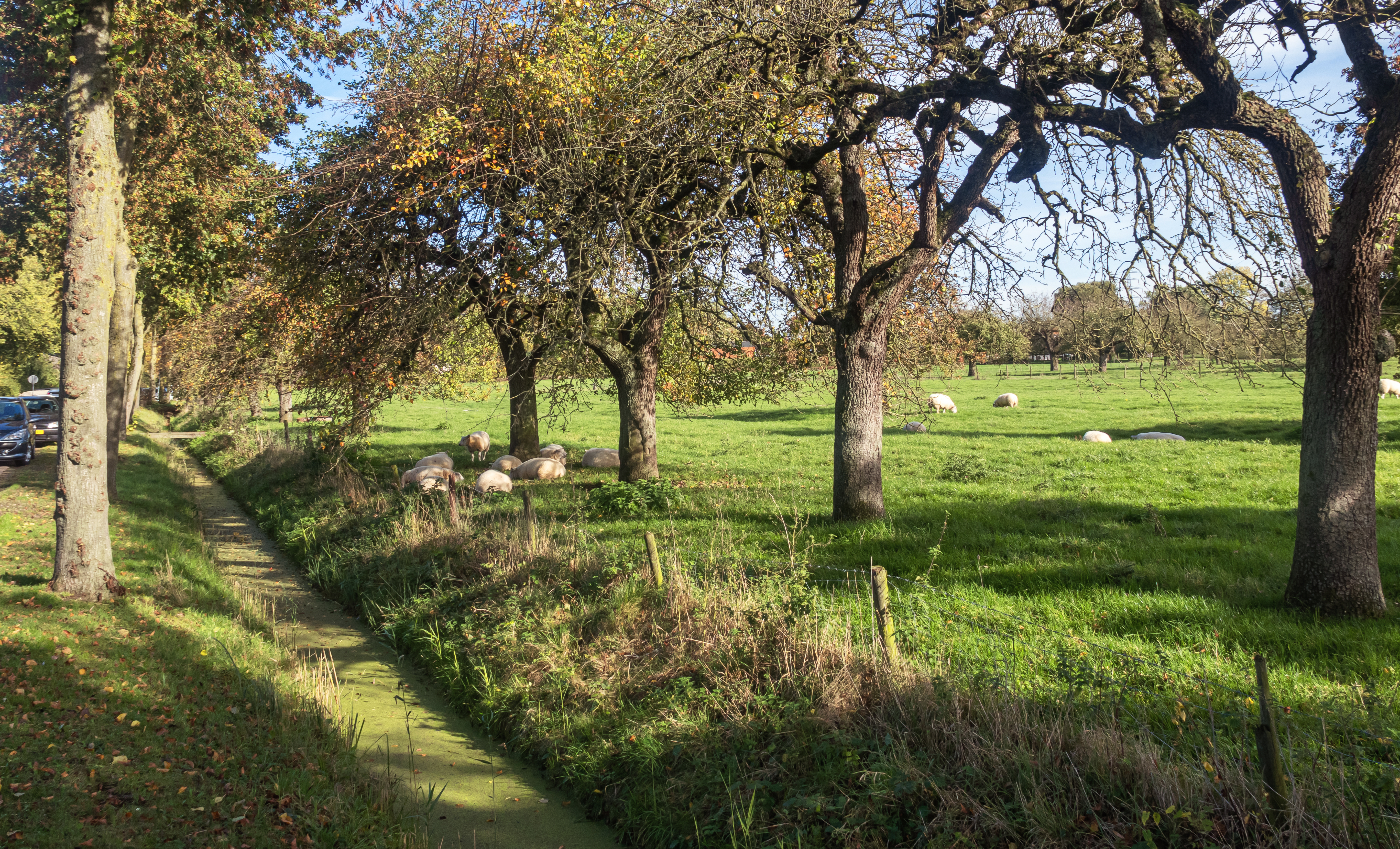
Echteld, las ovejas debajo de los árboles en la Ooisestraat
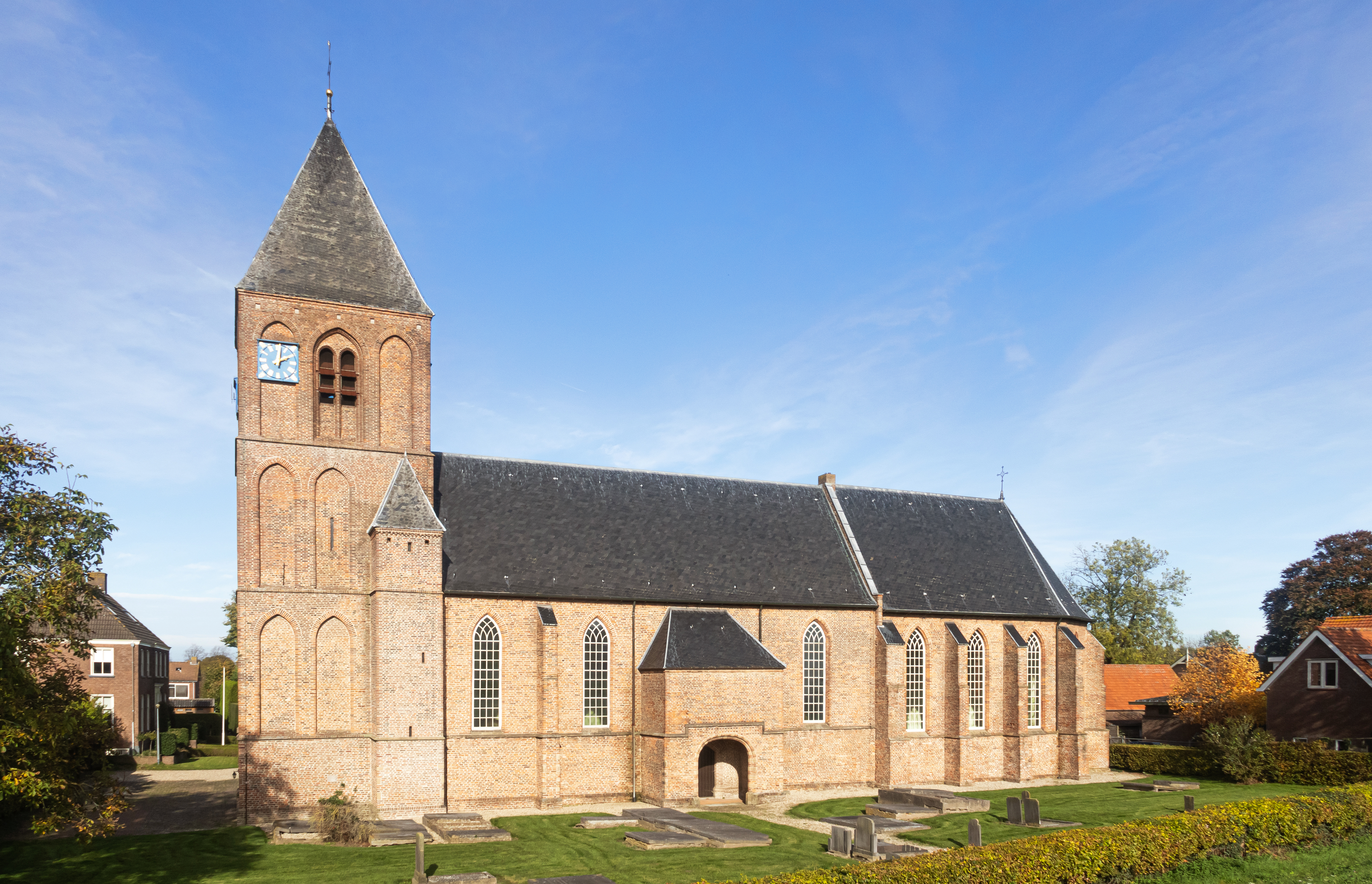
IJzendoorn, Iglesia reformada, siglo XIV
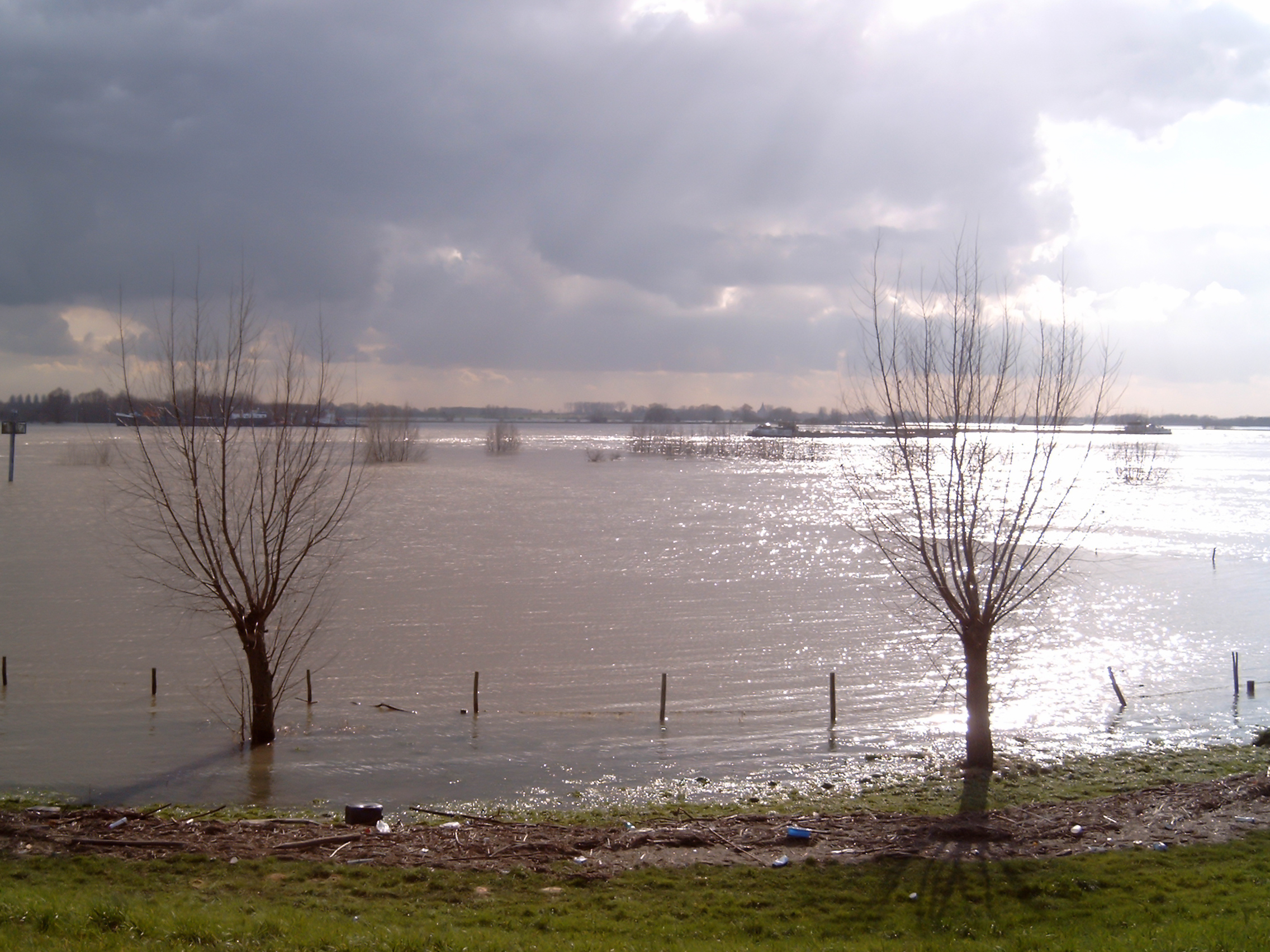
Ochten, el rio: el Waal
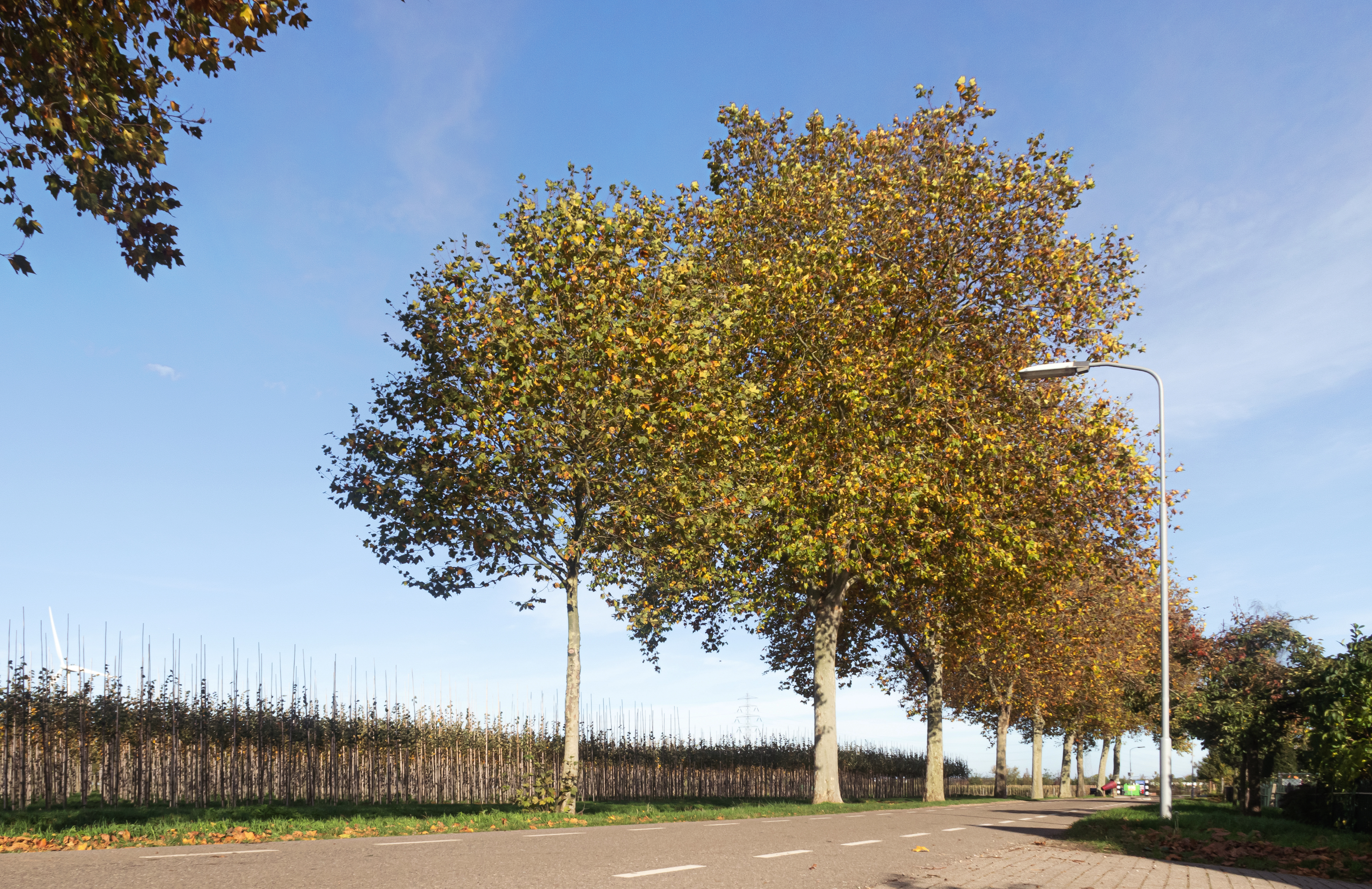
Pottum, vista en la calle

## Comunicaciones
El municipio está comunicado por línea de tren de Elst a Dordrecht, con estaciones en Kesteren, Opheusden y Dodewaarden.
Por carretera, la autopista A15 recorre el municipio de este a oeste.

## Central de energía nuclear en desuso
En Dodewaarden funcionó de 1968 a 1997 una central de energía nuclear con una capacidad de 58 MW: la Central nuclear de Dodewaard.
En 2003 se retiró el último material fisionable. Parte de la planta fue demolida y la parte central con la se encuentra en un período de espera 40 años (del año 2005 al 2045) de "cierre con seguridad" antes de ser demolida. La principal fuente de radioactividad es el cobalto-60 con un periodo de semidesintegración de 5,27 años, lo que es ajustado por el factor 193 a 40 años. Un mayor lapso de espera no sería efectivo, ya que en aquel momento la principal fuente de radiactividad pasaría a ser el níquel-63 con un periodo de semidsintegración de 100,1 años.
El uranio consumido durante el tiempo que estuvo operativa, así como el uranio que quedó cuando se interrumpió su funcionamiento, fueron transportados a BNFL en Sellafield para su reprocesamiento.
Ver también reactores nucleares en los Países Bajos.